# Teodor Spandounes
Teodor Spandounes (gr. Θεόδωρος Σπανδούνης, włos. Teodoro Spandugino, XV/XVI w.) – historyk grecki z XVI wieku.
Był synem emigrantów bizantyńskich: Mateusza Spandounesa i Eudokii Kantakuzeny (wnuczki Jerzego Paleologa Kantakuzena). Jego rodzice uciekli z Bizancjum w okresie podboju osmańskiego i osiedlili się w Wenecji we Włoszech. Jego głównym dziełem jest historia państwa Osmanów opublikowana w 1509 w języku włoskim a potem francuskim (Petit traicté de l'origine des Turcqz par Théodore Spandouyn Cantacasin).